# 전우 (학자)
전우(田愚, 1841년 ~ 1922년)는 조선 후기의 학자이다. 초명은 경륜(慶倫), 경길(慶佶), 자는 자명(子明), 호는 간재(艮齋), 추담(秋潭), 구산(臼山)이며 본관은 담양이다.

## 다른 그림

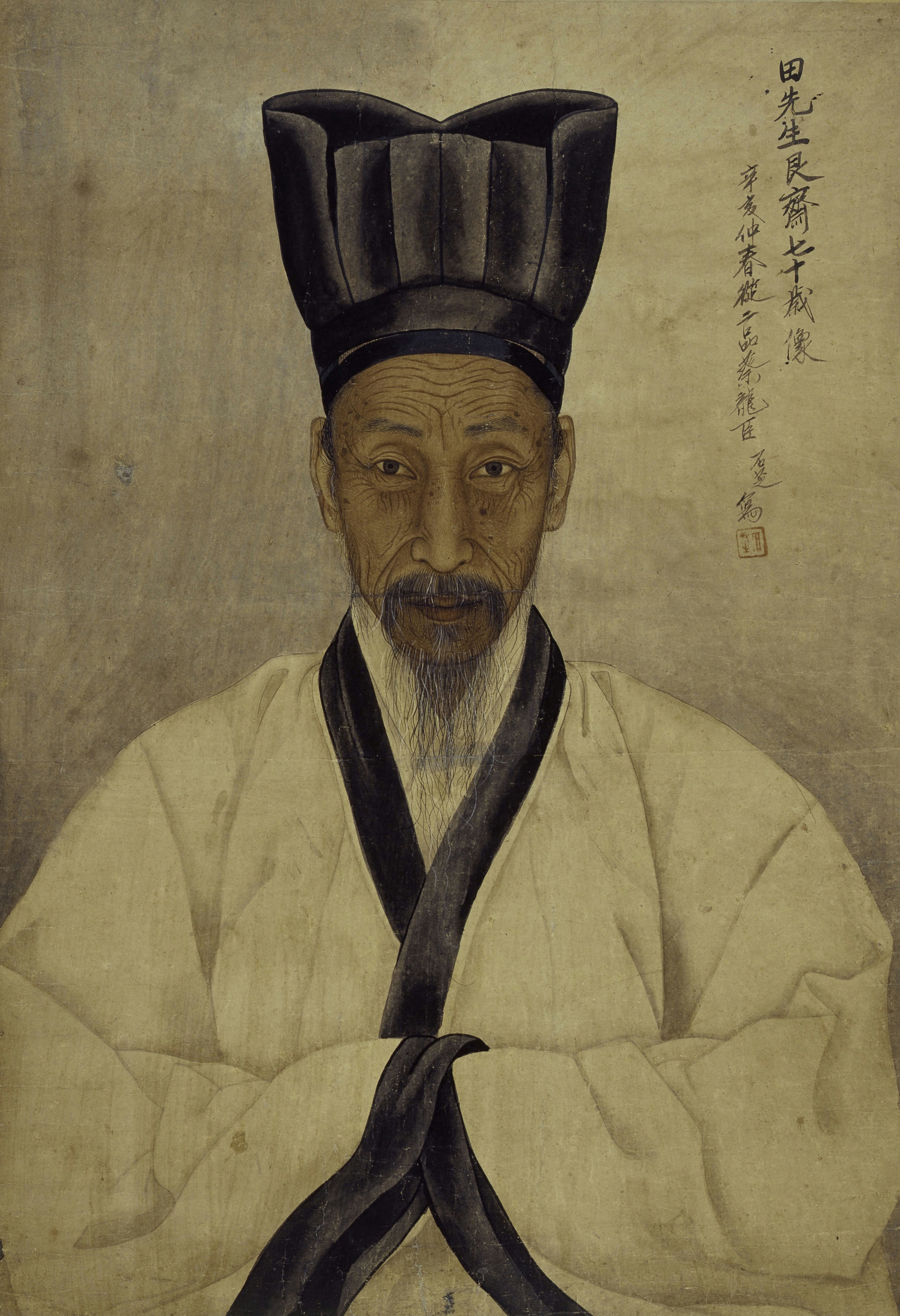